# شامپاین (فیلم ۱۹۲۸)
شامپاین (انگلیسی: Champagne) یک فیلم صامت کمدی به کارگردانی آلفرد هیچکاک است که در سال ۱۹۲۸ منتشر شد. فیلمنامه بر اساس داستانی اصلی از نویسنده و منتقد والتر سی مایکروفت تهیه شده است. این فیلم دربارهٔ زن جوانی است که مجبور می‌شود شغلی پیدا کند و پدرش به او می‌گوید تمام پولش را از دست داده است.